# یندرو (بازیکن فوتبال، زاده ۲۰۰۱)
یندرو (انگلیسی: Jandro؛ زادهٔ ۲۱ مارس ۲۰۰۱) بازیکن فوتبال است.